# Zámecká
Zámecká je část města Jablonné v Podještědí v okrese Liberec. Poblíž Zámecké prochází silnice II/270. Městská část leží v katastrálním území Česká Ves v Podještědí o výměře 5,7 km² na jihozápadním okraji Jablonného v Podještědí. Začíná v areálu zámku Nový Falkenburk a pokračuje západním směrem tvoří celou západní část obce. Na západní straně hraničí s rybníky Malá a Velká Valcha na potoce Valcha.

## Historie
První písemná zmínka o vesnici pochází z roku 1565. Vesnička splynula administrativně s Jablonným před rokem 1950 a spolu s ním byla k 1. lednu 2007 přesunuta z okresu Česká Lípa do okresu Liberec.

## Pamětihodnosti

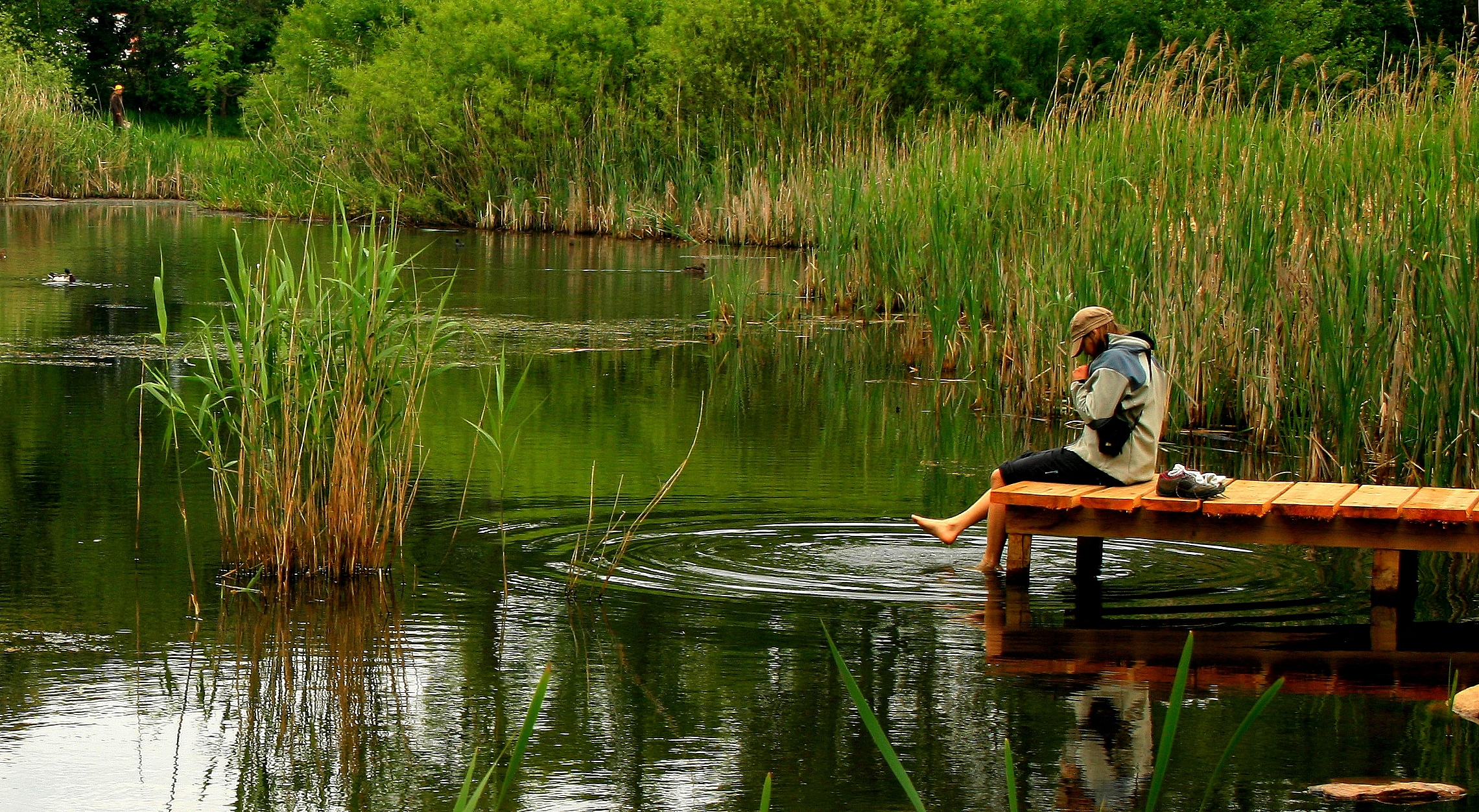
PP Mokřady Jablonné

Ve východní části Zámecké se nachází Nový Falkenburk, barokní zámek Pachtů z Rájova, dnes zde sídlí dětský domov. V areálu zámeckého parku se nachází přírodní památka Mokřady Jablonné.